# ピート・シーガー
ピート・シーガー（英語: Pete Seeger、1919年5月3日 - 2014年1月27日）は、アメリカ合衆国のフォーク歌手である。20世紀半ばのフォーク・リバイバル運動の中心人物の一人である。
第二次世界大戦前の1940年代から全国放送のラジオで活躍し、1950年代はじめにはウィーバーズの一員として一連のヒット作を出した。1960年代にはプロテストソングのパイオニアとして公の場に再登場し、国際的な軍縮、公民権運動を推進した。
ソングライターとしては「花はどこへ行った (Where Have All the Flowers Gone?)」（ジョー・ヒカーソンとの共作）、「天使のハンマー (If I Had a Hammer)」（ウィーバーズのリー・ヘイズとの共作）、「ターン・ターン・ターン (Turn! Turn! Turn!)」（オレアナ(歌)などの代表作を生み出した。スピリチュアル（霊歌）「ウィ・シャル・オーバーカム (We Shall Overcome)」を1960年代の公民権運動を象徴する歌にした立役者でもある。
晩年にも環境問題について訴える活動を続けていた。

## 略歴

### 生い立ち
ピート・シーガーはニューヨーク市のミッドタウン・マンハッタンにあるフランス病院で生まれた。両親は1918年から1920年まで、ニューヨーク州パターソンで彼の祖父母と一緒に住んでいた。父、チャールズ・ルイス・シーガー・ジュニアは作曲家であり、民族音楽学の先駆者として、アメリカのフォーク音楽や非西洋圏の音楽について研究していた。母、コンスタンス・ド・クリヴァ・エドソンはクラシック音楽のヴァイオリン奏者で、教師でもあった。両親はシーガーが7歳のときに離婚した。継母となったルース・クロフォード＝シーガーは20世紀を代表する女性作曲家の一人である。
シーガーは、コネチカット州エイヴォンの寄宿学校「エイヴォン・オールド・ファームズ」に学び、ルイス・オーガスト・ジョナス財団が主催する国際的な奨学金付きの夏期合宿プログラム「キャンプ・ライジング・サン」の参加者に選ばれた。プロの音楽家であった両親は楽器の演奏を強いることはなかったが、ピート少年はウクレレに魅せられ、級友を楽しませるために演奏を披露するようになっていった。それが後の聴衆を惹き付ける術の基礎となった。
1936年に、当時の大統領、フランクリン・ルーズベルトの農場移転プログラムに携わっていた父とともに旅をした際に、ノースカロライナ州アッシュヴィルの「マウンテン・ダンスとフォークの祭り」で、ピート少年は5弦バンジョーを初めて聴き、人生が大きく変わった。その後4年間、彼はこの楽器の熟達のためにほとんどの時間を費やすことになった。
シーガーはハーバード大学の教養課程にあたるハーバード・カレッジに部分的な奨学金を得て進学したが、ラディカルな政治活動とフォーク音楽にのめり込んでいったために成績が悪化し、奨学金を停止された。このため、1938年にはカレッジを中退してしまった。

### 初期の活動
シーガーはジャーナリストになることを目指しつつ、芸術の学科も受講していた。最初に公の場で行った演奏は、当時叔母が校長を務めていたダルトンスクールで、生徒にフォーク曲を歌わせる歌唱指導をすることであった。
退学後の夏に、革命後のメキシコで展開された地方教育運動の影響を受けたラディカルな旅回りの人形劇団「ザ・バガボンド・パペッティアーズ（The Vagabond Puppeteers）」の巡業に参加した後、ワシントンD.C.で父の友人であったアラン・ローマックスの助手として、アメリカ議会図書館の民衆（フォーク）文化アーカイブで働くことになった。シーガーの仕事は、商業的な「レイス」ミュージック、「ヒルビリー」ミュージック（と当時呼ばれていた音楽）から、伝統的なフォーク音楽を代表するものとして最もふさわしい録音を選ぶというものだった。この事業は米州連合（米州機構の前身）の音楽部門が資金を出していたが、その部門代表は彼の父、チャールズ・シーガーが務めていた（1938年 - 1953年）。

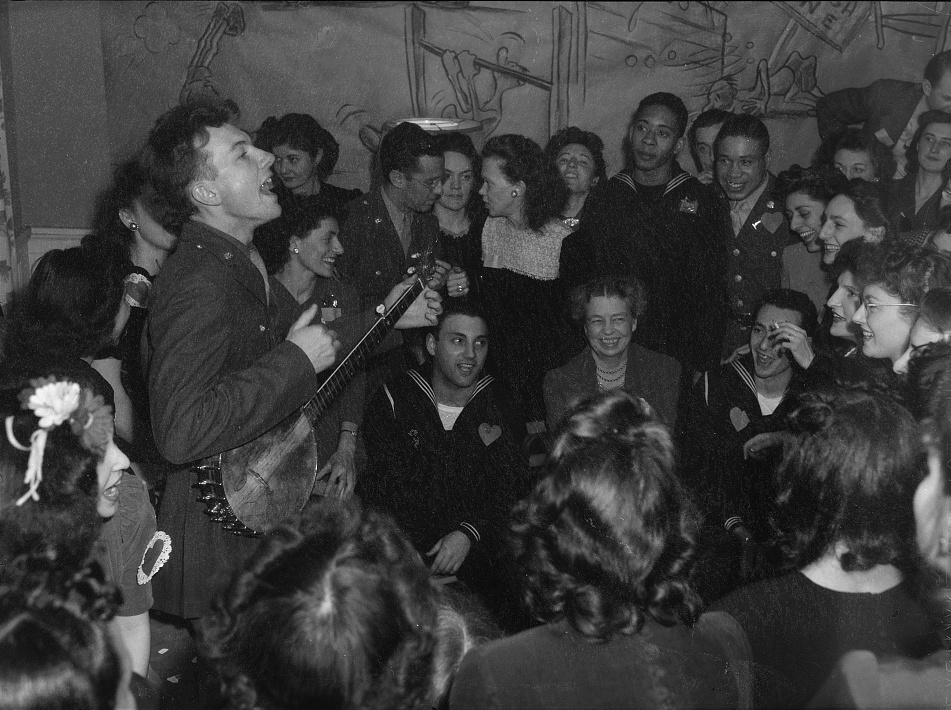
1944年、エレノア・ルーズベルト（中央）らの前で歌うピート・シーガー

ローマックスはシーガーのフォーク歌手としての活動を後押しし、シーガーはローマックスがニコラス・レイと毎週放送していたCBSのラジオ番組『Back Where I Come From』（1940年 - 1941年）に、ジョシュ・ホワイト、バール・アイヴス、レッドベリー、ウディ・ガスリーらとともにレギュラー出演するようになった。ちなみに、シーガーがガスリーと最初に会ったのは、1940年3月にウィル・ギアが主催した、移住を余儀なくされた労働者のための慈善コンサート「怒りの葡萄」においてであった。
『Back Where I Come From』は、人種を超えて出演者が出ていたという点で当時としてはユニークな番組であり、1941年3月に大統領夫人エレノア・ルーズベルトの主催でホワイトハウスにおいて行われた「アメリア兵士のための夕べ」で、彼らが陸軍長官、財務長官、海軍長官などの高官を前に演奏したことは、ニュースになった。戦時中、シーガーはノーマン・コーウィンの全国ラジオ放送でも演奏していた。

### グループでの活動
シーガーは彼自身の声を「スプリット・テナー」（アルトとテナーの中間）と称していた。彼は非常に影響力の大きかった二つのフォーク・グループ、アルマナック・シンガーズとウィーバーズの創設メンバーだった。 

#### アルマナック・シンガーズ
シーガーは1941年に、ミラード・ランペル、アーカンソー州の歌手で活動家であったリー・ヘイズと共にアルマナック・シンガーズを結成した。アルマナックスは世相を主題とし、労働組合運動、人種や宗教の融和、その他の進歩的な主張を推し進める、いわば歌う新聞として機能するグループだった。メンバーはその時々で入れ替わり、ウディ・ガスリー、ベス・ローマックス・ハウズ、ボールドウィン・"ブッチ"・ハウズ、シス・カニンガム、ジョシュ・ホワイト、サム・ゲイリーらが参加していた。当時21歳だったシーガーは、過激なテーマを歌うアルマナック・シンガーズの一員として活動するのに際し、政府の仕事に就いていた父親に配慮して「ピート・バウアーズ」という芸名を名乗っていた。
アルマナックスは複数のレーベルで78回転のSP盤のアルバム（SP盤をまとめたもの）を録音した。『Songs for John Doe』 (Almanac Records、1941年2月下旬か3月に録音、5月発売)、『トーキング・ユニオン』（Keynote、1941年）、水夫が作業中に歌うはやし唄を集めた『Deep Sea Chanteys and Whaling Ballads』 (General、1941年)、開拓者の歌などを集めた『Sod Buster Ballads』 (General、1941年) 、フランクリン・ルーズベルトの戦争への取り組みを支持するアルバム『Dear Mr. President』（Keynote、1942年）などが発売された。

#### ウィーバーズ
1950年にアルマナックスはウィーバーズに再編された。グループ名は、労働者のストライキを描いた1892年のゲルハルト・ハウプトマンの戯曲『織工（おりこう）』（「もはや我慢ならない、どうにでもなれ！」という台詞がある）から採られた。既に本名を名乗るようになっていたシーガーのほか、アルマナックスの創設メンバーであるリー・ヘイズ、ロニー・ギルバート、フレッド・ヘラマン、後に加わったフランク・ハミルトン、エリック・ダーリング、バーニー・クローズがメンバーであった。1950年代の赤狩りの雰囲気の中で、ウィーバーズのレパートリーはアルマナックスに比べ時事的色彩は強くはならず、進歩的なメッセージは間接的な言い回しの中に表現されていたが、それがなおさらメッセージを力強いものにしたともいえる。
ウィーバーズは（フォーマルな格好をしなかったアルマナックスとは異なり）しばしばタキシードを着て演奏し、マネージャーは政治的な場所での演奏をさせなかった。このため陳腐な弦楽合奏やコーラス付きの編曲がヒット曲に施されることになり、また彼らが一時的にせよかなりの経済的成功を収めたことで、ウィーバーズは一部の進歩的な人々から政治的な妥協と見なされて批判された。これは皮肉なジレンマだったが、シーガーはじめウィーバーズのメンバーたちは、できる限り幅広い聴衆に自分たちの音楽とメッセージを伝えるためにはこうした手段も正当化されると感じていた。
ウィーバーズの一連のヒットは、「オールド・スモーキー (On top of Old Smokey)」と、レッドベリーの代表的なワルツ「おやすみアイリーン (Goodnight, Irene)」で始まった。「おやすみアイリーン」は1950年に13週間チャートの首位に立ち、数多くのポップ歌手にカバーされた。「おやすみアイリーン」のB面にはイスラエルの歌「ツェーナ・ツェーナ (Tzena, Tzena)」が収められていた。このほかウィーバーズのヒット曲には、「So Long It's Been Good to Know You」（ウディ・ガスリーの作）、「ワインよりも甘いキス (Kisses Sweeter Than Wine)」（ヘイズ、シーガー、レッドベリーの共作）、南アフリカのズールーの歌「ライオンは寝ている (Wimoweh)」（「ライオン」と称されたズールーの王シャカのことを歌っている）などがある。
ウィーバーズの演奏活動は人気の絶頂にあった1953年に突然休止した。ブラックリストによってレコードをかけないようラジオ局に圧力がかかり、公演予定はすべてキャンセルされたのである。しかし間もなく彼らは復帰、1955年には再結成公演がカーネギー・ホールを満員にし、さらに再結成ツアーが行われ、そこからマール・トラヴィス作の「16トン (Sixteen Tons)」がヒットし、さらにコンサートの演奏を収められたアルバムもヒットした。もともと奴隷制度の時代にさかのぼるガラ人の黒人霊歌「クンバヤ (Kumbaya)」も、1959年にピート・シーガーとウィーバーズが取り上げて広く知られるようになり、ボーイスカウトやガールスカウトのキャンプファイアの定番となった。
1950年代後半にはウィーバーズを直接（賞賛の意味を込めて）模倣したキングストン・トリオが登場し、レパートリーの多くをカバーしたが、それはボタンダウンのシャツに象徴されるように、折り目正しい、物議をかもさない、主流派の大学生風の若者たちによるものだった。キングストン・トリオもビルボード誌のチャートでヒットを連発し、さらに模倣者を生み出すことによって、1960年代の商業的に成功したフォーク・リバイバルへの地ならしをすることになった。
シーガーは、ウィーバーズを辞めたのは、他の3人のメンバーがタバコの広告ジングルの演奏に同意したためだった、と述べている。

### ソロ活動とフォークソング・リバイバル

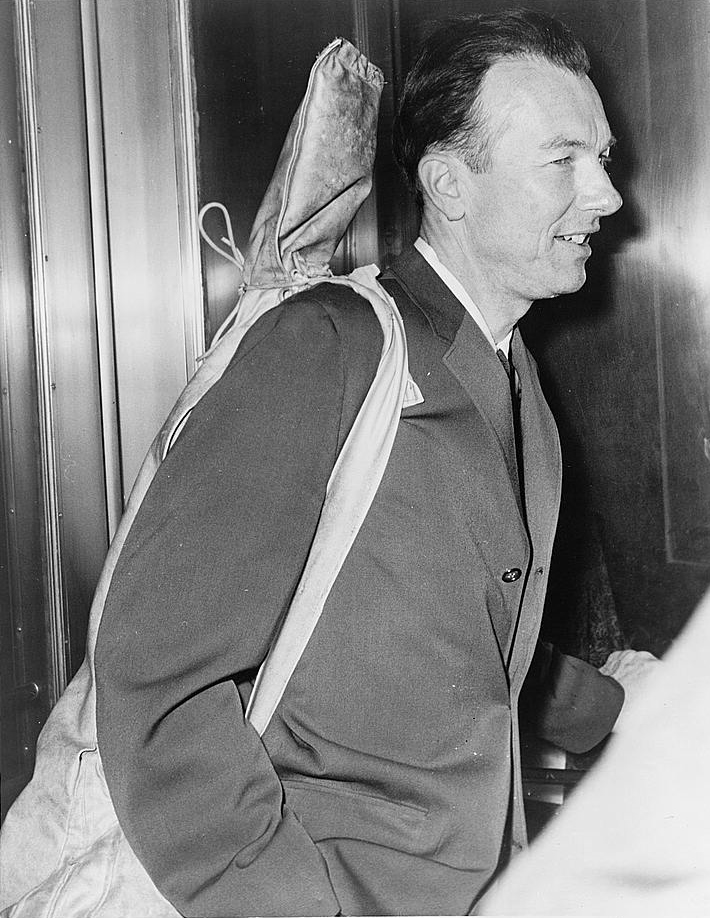
1961年4月4日、連邦法廷にギターを持って現れたシーガー。

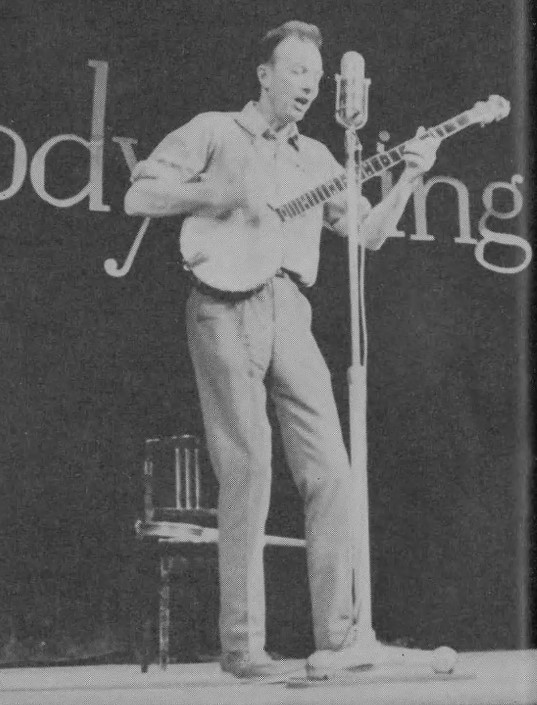
1963年11月に初来日した。

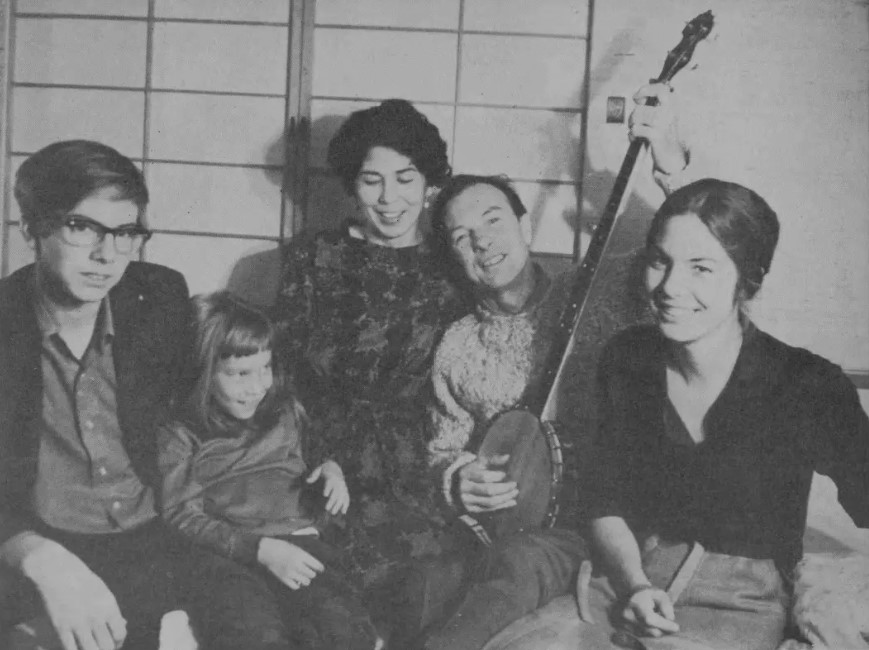
左から長男のダニエル、次女のティニャ、妻のトシ・シーガー、ピート・シーガー、長女のミカ。1967年10月の日本公演にシーガーは家族を同伴した。

ブラックリストに載って活動が制約されていた1950年代末から1960年代はじめの時期に、シーガーは金を稼ぐために音楽教師として各地の学校や、サマーキャンプで演奏したり、大学キャンパスを巡業して回ったりしていた。シーガーはまた、多い時には年に5枚のアルバムをモー・アッシュのフォークウェイ・レコードで録音した。1950年代末から1960年代はじめにかけて、核軍縮を求める運動が広がってくると、「花はどこへ行った」（ジョー・ヒカーソンとの共作）、旧約聖書の『コヘレトの言葉』を踏まえた「ターン・ターン・ターン」、ウェールズの詩人アイドリス・デイビスの詩（1957年発表）に曲をつけた「リムニーのベル」など、シーガーの反戦歌が広く知られるようになった。シーガーは、1960年代の公民権運動にも密接に関わっており、1963年には、画期的な企画であった、テネシー州のハイランダー・フォーク・スクールの資金集めのための、若手のフリーダム・シンガーズを中心とした、カーネギーホールでのコンサートの運営を支援した。このイベントや、同年8月のキング牧師が率いたワシントン大行進には、シーガーはじめ多数のフォーク歌手たちが参加し、公民権運動を象徴する歌として「勝利を我等に (We Shall Overcome)」が多くの人々に普及することになった。この曲のバージョンの一つは、早くも1947年に、ハイランダーのジルフィア・ホートンによって、シーガーが主宰していた「People's Songs Bulletin」に発表されていた。
グリニッジ・ヴィレッジを中心とした1960年代のフォーク・リバイバルの動きの中で、シーガーは既に長老格の存在になっていた。もともとシーガーが発行していた『People's Songs Bulletin』を継承した『Sing Out!』誌のコラムニストとして、シーガーのキャリアは誰よりも長かった。さらに、シーガーは、時事問題にも重点を置いた『Broadside Magazine』の創刊にも関わっていた。新たに登場した、政治への参加意識をもったフォーク歌手たちのことを、シーガーは、かつて同僚として旅回りをした仲間であり、既に伝説的人物となっていたウディ・ガスリーに結びつけて「ウディの子どもたち（Woody's children）」と呼び、この表現を定着させた。この都市部におけるフォーク・リバイバルは、1930年代〜1940年代の政治活動の伝統を受け継ぐものであり、伝統的な曲や詞を下敷きにして、社会変革に影響を与えようとしたPeople's Songsの取り組みを受け継ぐものであった。このような実践は、さらに遡れば、スウェーデン生まれの組合活動家ジョー・ヒルが編纂した、世界産業労働組合（the Industrial Workers of the World：その組合員は「Wobbly」と通称される）の『Little Red Songbook』にまで行き当たる。ウディ・ガスリーは『Little Red Songbook』がお気に入りで、常に持ち歩いていた。
シーガーは、2回のオーストラリア・ツアーを行っており、最初のツアーは1963年であった。このツアーの時には、彼の歌った「Little Boxes」（Malvina Reynolds の作品）が、オーストラリアのトップ40の首位になった。
一時はテレビから排除されていたシーガーだったが、1965年から1966年にかけて、一部の地方だけの教育的なフォーク音楽番組『Rainbow Quest』のホスト役を務めた。この番組には、ジョニー・キャッシュやミシシッピ・ジョン・ハートなどがゲストで登場した。この番組は、ニュージャージー州ニュアークのUHF局WNJUのスタジオで、シーガー自身と妻のトシ、そしてショロム・ルビンシュタイン(Sholom Rubinstein)によって制作された。
早くからボブ・ディランを評価し、活動を後押ししていたシーガーは、ニューポート・フォーク・フェスティバルの役員に名を連ねていた。1965年のニューポート・フォーク・フェスティバルのとき、やはり役員で、ディランのマネージャーだったアルバート・グロスマンがディランを煽り、ディランは大音量の歪んだエレクトリック・サウンドで「マギーズ・ファーム」を演奏したが、シーガーはこれに激怒した。このときグロスマンと他の役員たちの間には緊張が高まっていた（一説によると、グロスマンとアラン・ローマックスが殴り合う場面もあったという）。ディランの演奏中に実際に何が起こっていたのかについては、いくつかの説があり、このときシーガーが機材の接続を切ろうとしたと主張する者もいる。ディラン側の広報担当者は、シーガーをフォークの「純潔主義者」であり、ディランの「電化」に真っ向から反対した人物の一人だとしたが、後年2001年に、この当時のエレクトリック・スタイルへの「反対」について質問されたシーガーは、次のように応えている。
歌詞が分からなかったんだ。歌詞を聞きたかった。「マギーズ・ファーム」はいい歌だったけど、音は歪ませてあった。調整をしてる奴のところへ走って行って、「歌詞が聞こえるように音をなんとかしろ」って叫んだ。そしたら「これが連中のお望み通りなんだ」って叫び返してきた。「ちくしょう、斧があったら、直ぐにケーブルを叩き切ってやるのに」って言ったよ。でも僕にも責任の一端はあったんだ。司会をしてたんだから、ボブにブーイングをしてた一部の観客に言ってやる事もできたはずだったんだ。「君たち、昨日のハウリン・ウルフにはブーイングなんかしなかったじゃないか、エレクトリックだったのに」ってね。今でもディランを聞くならアコースティックの方が好きだけど、彼のエレクトリックの歌にも本当に素晴らしいものがいくつかある。昔、父が言ってた言い方を使うなら、エレクトリックな音楽は20世紀後半の当たり前のもの、だしね。

### 楽器演奏

#### バンジョー
シーガーは1948年に、今日では古典的な著作となったバンジョーの教則本『How to Play the Five-String Banjo』の最初の版を執筆した。この本でバンジョーを学び始めたと語るバンジョー奏者は数多い。シーガーはさらに進んで、「ロング・ネック」とか「シーガー」と呼ばれる特殊なバンジョーも生み出した。
この楽器は典型的なバンジョーよりも3フレット分長く、ベースギターよりもわずかに長い25フレット分の長さがあり、通常の5弦バンジョーよりも短3度低く調弦されるものである。それまでアパラチア山脈一帯の地域にしかなかった5弦バンジョーが、アメリカのフォーク音楽にとって特別な楽器として全国的に知られる存在になったのは、シーガーのバンジョーの圧倒的な腕前と、改良の努力によるところが大きい。
デヴィッド・キング・ダナウェイの著書に引用されたある（名が伏せられた）音楽家は、シーガーが「明瞭に鳴り響く二つの音、つまりメロディの音と5弦の音の間に、それに共鳴する和音を置いて」、バンジョーを「ジェントリファイ」した（見捨てられていた古いものをおしゃれなものに再生した）と述べている。
ウディ・ガスリーはギターに「この機械はファシストを殺します」と書き込んでいたが、それに触発されたシーガーは、バンジョーに「この機械は憎しみを包囲し、降伏させます」と記していた。

#### 12弦ギター
1950年代後半からシーガーは、メキシコ起源で、自ら「12弦ギターの王」と称したレッドベリーと深く結びついていた楽器である12弦ギターにも取り組んだ。シーガーの特注品のギターはサウンド・ホールが三角形になっており、一目で他のギターとは区別できるものだった。
シーガーはおよそ28インチ（およそ70cm）と弦を長めにし、バンジョーでも好んで用いていたカポタストを使う方法をとった。6弦は通常より全音分（長2度）下げるドロップDチューニングからさらに下げて、通常より全音2つ分（長3度）下げられ、とてもヘヴィな（太い）弦を、サムピックやフィンガーピックを使って弾くことで演奏された。

### ソングライターとして
1960年代からはソングライターとしての活動が顕著になった。シーガーとジョー・ヒカーソンとの共作による「花はどこへ行った」は、1962年にキングストン・トリオの歌でヒットし、同年にはマレーネ・ディートリヒが英独仏の三か国語で録音したものもヒット、さらに1965年にもジョニー・リヴァースの歌でヒットした。「天使のハンマー」は1962年にピーター・ポール&マリー、1963年にトリニ・ロペスでヒットし、「ターン・ターン・ターン」はバーズによって1960年代半ばに広く知られるようになり、ジュディ・コリンズの歌でも1964年にヒットした。いずれの作品も、フォーク・リバイバル運動の内部のみならず、それ以外のアーティストたちによっても録音され、現在でも世界中で歌われている。

### 晩年の活動

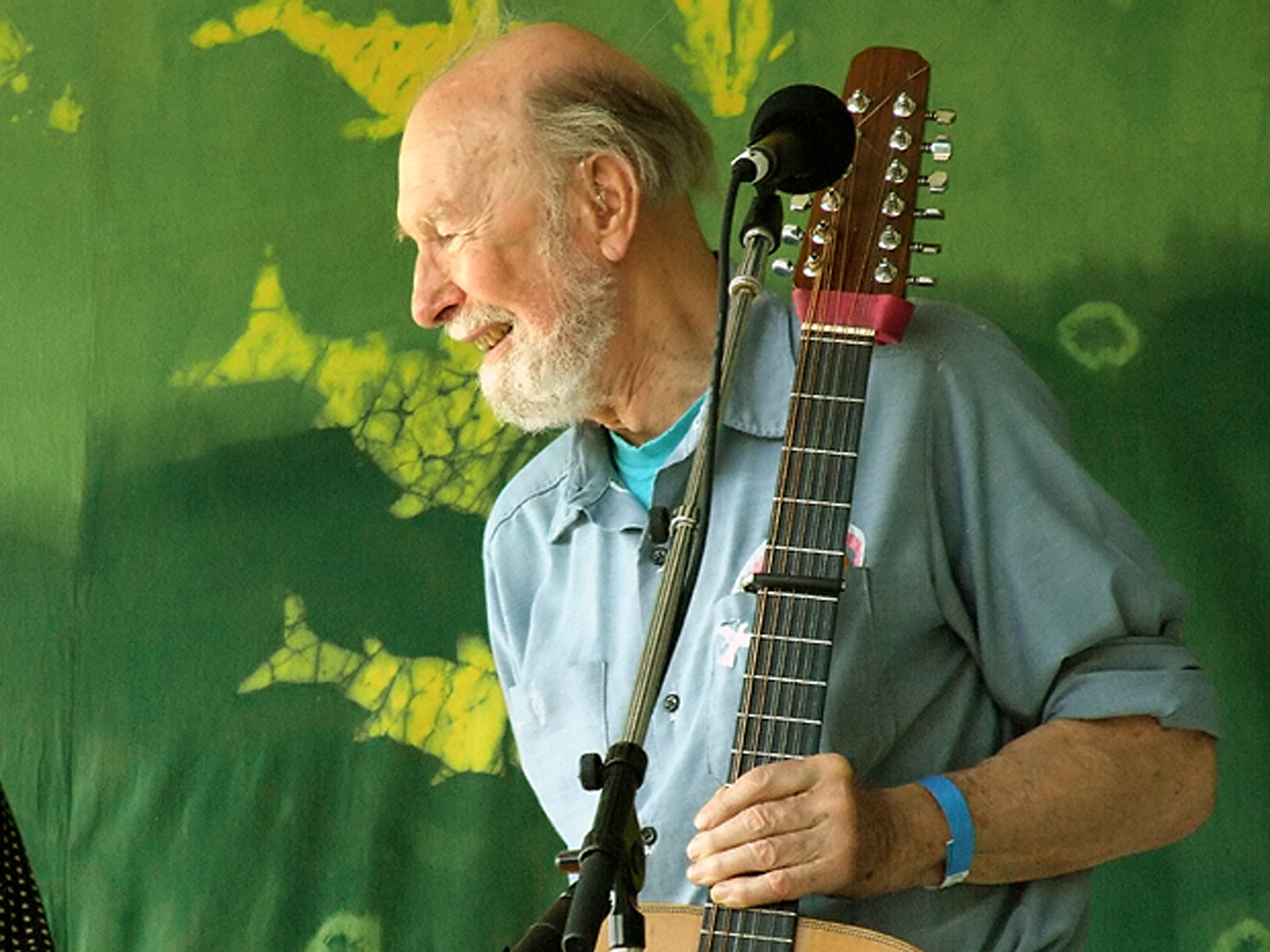
2007年

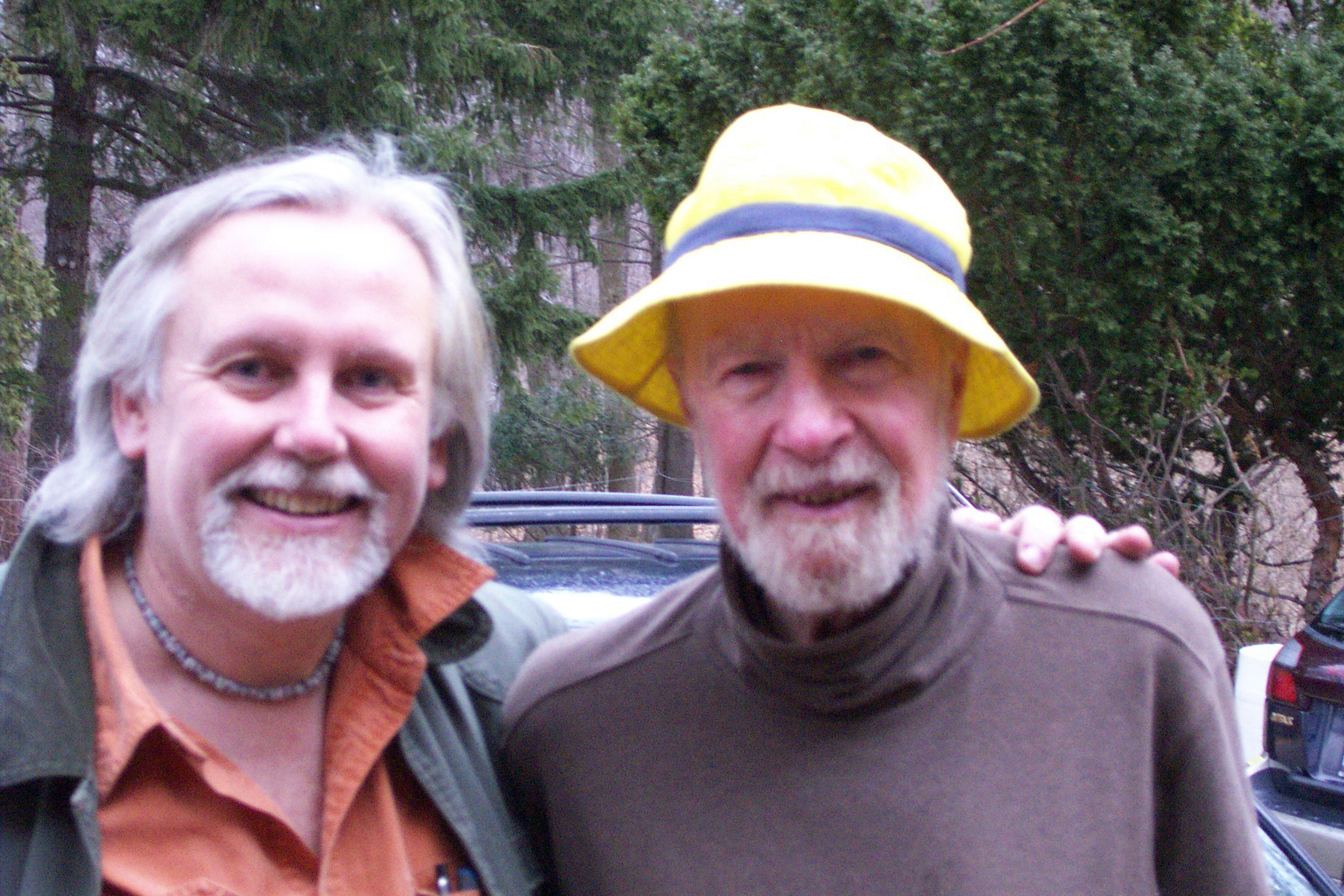
2008年3月、友人の作家/音楽家 Ed Renehan と写真に収まる88歳のピート・シーガー（右）

シーガーは長く、ニューヨーク州フィッシュキル (Fishkill) のダッチェス・ジャンクションという集落に住んでいた。高齢となってなお政治には活動的で、ニューヨーク州のハドソン川河谷地域、特に居住地の近傍にあるニューヨーク州ビーコン市で活動的なライフスタイルを貫いていた。
2007年3月16日、シーガーは妹のペギー、弟のマイクとジョン、妻トシや他の家族たちとともに、ワシントンD.C.のアメリカ議会図書館で開催された、シーガー家を讃えるシンポジウムとコンサートに参加して、発言し、演奏した。議会図書館は、その67年前に彼が民衆（フォーク）文化アーカイブ (Archive of Folk Culture) に雇われていた場所である。
長く商業的なテレビ放送からは排除されてきたが、2008年9月29日には89歳になった歌手/活動家として全国放送のテレビ番組『Late Show with David Letterman』に出演し、「Don't say it can't be done, the battle's just begun... take it from Dr. King you too can learn to sing so drop the gun.（そんなの無理だと言わないことだ、戦いは始まったばかり...キング博士を見習えば、君も歌えるようになるんだから、銃を置きなさい）」と「Take it from Dr. King」を歌った（Dr. King とはキング牧師のこと）。
2008年夏には Appleseed Recordings から12年ぶりの新録音アルバム『At 89』がリリースされた。

#### オバマ大統領就任記念コンサート
2009年1月18日、シーガーはオバマ大統領就任記念コンサート「ウィ・アー・ワン:オバマ就任祝典」のフィナーレで、ブルース・スプリングスティーンと孫のタオ・ロドリゲス＝シーガー、そして群衆と一緒に、ウディ・ガスリーの曲「我が祖国（This Land Is Your Land）」を歌った。このときの演奏では、通常は歌われない二つのヴァースの歌詞も歌われたことが注目された。その一つは「私有地」の標識を陽気に無視して進むという歌詞であり、もう一つは（1930年代の）大不況下の救済事務所への消極的な言及である。

#### 90歳の誕生日
2009年5月3日、ニューヨーク市のマディソン・スクエア・ガーデンに、ブルース・スプリングスティーンやロジャー・マッギンからジョーン・バエズやアロー・ガスリーまで、何十人ものミュージシャンたちが集まり、シーガーの90歳の誕生日を祝った。長年彼が環境問題への関心を呼びかけてきたことを受けて、このイベントの収益は、ハドソン川の環境保全に取り組むために組織された非営利団体「the Hudson River Sloop Clearwater」に寄付された。
90歳を祝う催しは5月4日にニューヨーク市立大学のカレッジ・オブ・スターテン・アイランドでも行われた。オーストラリアでも90歳を祝うイベントは数多く行われ、シーガーの生涯を描いたミュージカル『ONE WORD WE!』の上演、1963年のメルボルン・タウン・ホール公演のDVDの発売、フォーククラブやフォークフェスティバルでの関連行事などが展開された。
2009年4月18日、シーガーはニューヨーク市のティーチャーズ・カレッジで開催された、小規模なアースデイの集まりで演奏し、「我が祖国」、「Take it From Dr. King」、「She'll Be Coming 'Round the Mountain」などを披露した。

### 死去
2014年1月27日、ニューヨーク市の病院で死去。94歳没。

## 政治的活動

### 共産党入党
1936年、17歳のピート・シーガーは、当時その人気と影響力が最盛期にあった共産主義青年同盟 (YCL、Young Communist League) に参加した。1942年にはアメリカ共産党の党員となった。

### 第二次世界大戦をめぐって

#### 徴兵への批判
1941年春、21歳のシーガーはアルマナック・シンガーズの一員として活動していた。おもにミラード・ランペルが曲を書いたアルバム『Songs for John Doe』は、ランベル、シーガー、ヘイズに、ジョシュ・ホワイトとサム・ゲイリーが加わって演奏されている。収録された歌の歌詞には「デュポンのためにブラジルで死ぬなんてぞっとしないぜ（It wouldn't be much thrill to die for Du Pont in Brazil）」（“Billy Boy”）といった、フランクリン・ルーズベルトによる平時としては前例のない規模の徴兵（1940年9月実施）を厳しく批判した歌詞が含まれている。この反戦・反徴兵的な調子は、1939年の独ソ不可侵条約（モロトフ＝リッベントロップ協定）後の共産党の方針を反映していた。
この協定によって、戦争は「ペテン」であり、アメリカの大企業（その多くが、共産主義への防波堤として、ヒトラー政権下のドイツが再軍備することを積極的に支持し、支援していた）の思惑通りに、ヒトラーにソ連を攻撃するよう仕向けるだけだ、という筋書きを、シーガーはじめ当時の共産主義青年同盟（YCL）のメンバーの多くは正しいものと信じていた。
共産主義青年同盟は、形式的には人民戦線の一員として、大統領ルーズベルトや穏健リベラル派と協力関係にあったが、ルーズベルトとチャーチルがスペイン戦争の際に行った共和国政府への武器禁輸（ルーズベルトは後にこの政策が誤りであったと認めた）がまだしこりを残していたし、協力関係は様々な混乱した事情の中で擦り切れようとしていた。

#### 反響
1941年6月16日、当時のオーナー、ヘンリー・ルースが編集に介入することが多かった時期の『タイム』誌の論評が、アルマナックスの『Songs for John Doe』を取り上げて、「モスクワからの偽りの調べ」をそのまま忠実に反響させて「フランクリン・ルーズベルトは嫌がる人々をJ・P・モルガン のための戦争に導こうとしている」と説いている、と糾弾した。ルーズベルトはこのアルバムを見せられた時、これを聴く人はごく少数だろうと正しく見抜いていたが、フォーク音楽のファンであった大統領夫人エレノア・ルーズベルトは、このアルバムを「趣味が悪い」と評したと伝えられた。
ドイツ生まれの高名なハーバード大学政治学教授で、米国陸軍の国内宣伝のアドバイザーを務めていたカール・フリードリッヒはより激烈に反応し、『アトランティック』 (The Atlantic) 誌に「我が陣営の内なる害毒（The Poison in Our System）」と題した論評を寄せ、一人で裁判官と陪審員を務めるように『Songs for John Doe』は「破壊的で、違法に相違なく」「共産主義者かナチが資金を提供しており」、「検事総長の扱うべき一件」で、合法的な「抑圧」「だけ」ではこうした民衆に浸透するような害毒に対抗するには不十分であると論じた。この害毒とはフォーク音楽のことで、これに甘く当たっていては広がってしまう恐れがあるというのである。
この時点で米国はまだ第二次世界大戦に参戦していなかったが、再軍備には熱心に取り組んでいた。アフリカ系アメリカ人は軍需工場での仕事から閉め出されたが、これはアフリカ系アメリカ人や白人の進歩派を大いに怒らせる事態であった。
A・フィリップ・ランドルフやベイヤード・ラスティンら黒人の労働運動指導者や、A・J・ムストたちは、軍需産業における人種差別に抗議し、軍隊における人種隔離を止めさせるために、大規模なデモ行進をワシントンに向かわせる計画を立てた。今では公民権運動の最初の一歩となったと考える者が多いこの行進計画は、フランクリン・ルーズベルトが大統領令第8802号 (適正雇用法、Executive Order 8802) を1941年6月25日に出し、軍需部門で連邦政府と契約関係にある企業による差別的雇用を禁じたことで、行進が実行されることはなかった。
この大統領令は黒人の怒りを沈静化させる効果をもったが、米国陸軍はそのような「社会工学」には参加できないとして、軍隊内の人種隔離を止めることは拒否した。
ルーズベルトの大統領令は、ヒトラーが不可侵条約を破ってソ連に侵入し始めた1941年6月22日の3日後に出された。今やアメリカ共産党は、党員に対して徴兵に応じることを指示し、戦争が続く間はストライキに参加することを禁じた（この方針は左派の一部から怒りを買った）。『Songs for John Doe』は発売禁止となり、在庫分は破壊され、少数のレコードが私的コレクターの手に残るだけになった。

#### 戦争支持
翌年、アルマナックスはフランクリン・ルーズベルトの戦争への取り組みを支持するアルバム『Dear Mr. President』（Keynote、1942年）を発表した。タイトル曲「Dear Mr. President」はピート・シーガーのソロによるもので、シーガーの生涯を貫く信条を歌ったものである。
さて、大統領閣下/これまでは意見が合わないこともありましたね/でも今やそんなことは重要ではありません/大事なのは我々がこれから成すべきことです/我々はヒトラー閣下をやっつけなくちゃなりません、それまでは/ほかの事柄はひとまず置いておきましょう
さて、思うに私たちの偉大な国は/完璧という訳ではないが、いつかはそうなるはず/もう少し時間をください//これが私が戦う理由/すべてが完璧だからでも、すべてが正しいからでもない/とんでもない、全く逆だ、私が戦うのは/私はよりよいアメリカ、よりよい法律を求めているから/そして、よりよい家、仕事、学校を/ジム・クロウ法はまっぴらだ、法律で/「お前はニグロだからこの列車には乗せない」/「お前はユダヤ人だからここには住まわせない」/「お前は組合員だからここでは働かせない」なんて//
だから、大統領閣下/我々はこの大仕事をやるんです/我々はヒトラー閣下をやっつけなくちゃなりません、そうしたら/誰にも彼と同じことはさせません/人類を踏みつぶさせるもんですか/ですから私に銃をください/急いで仕事を片付けましょう
しかし、シーガーの批判精神は『Songs for John Doe』をめぐるアルマナックスの評判を呼び起こし続けた。1942年、前年の『John Doe』アルバムの短い発売（と発売禁止）から一年後、FBIは、既に戦争支持を表明していたアルマナックスを、動員を妨害するおそれがあり、依然として戦争への取り組みを脅かすものだと判断した。
『ニューヨーク・ワールド・テレグラフ』 (New York World-Telegram) 紙（1942年2月14日）によると、カール・フリードリッヒの1941年の記事「我が陣営の内なる害毒」が小冊子になって、民主主義委員会（フリードリッヒが創設し、代表していた組織）によって配布され、アルマナックスの雇い主たちにもつきつけられた。これと同時に、アルマナックスが公の場で演奏するたびに、ニューヨークの新聞には誹謗中傷する記事が書かれるようになり、遂にアルマナックスは解散に追い込まれた。

#### スペイン内戦の歌
第二次世界大戦の前哨戦と見なされる事が多いスペイン内戦に関して、シーガーは共和国政府側の熱心な支持者だった。1943年、シーガーはトム・グレイザーやブッチとベスのハウズ夫妻とともに、後にフォークウェイズを創設するモー・アッシュが運営していたレーベルの一つ Stinson から、78回転盤のアルバム『Songs of the Lincoln Battalion』を出した。このアルバムには「There's a Valley in Spain called Jarama」、「Quinte brigada」などが収められていた。

#### 従軍
シーガーは米国陸軍に入隊し、太平洋戦争に従軍した。当初は飛行機の整備士としての訓練を受けていたが、後に米軍部隊を音楽で楽しませることが任務となった。後年、戦争中に何をしていたのかと問われると、「バンジョーを弾いていた」と答えるのがシーガーの常であった。
軍務から復員すると、シーガーは仲間とともに「労働とアメリカ人民の歌を、創作し、普及し、配給する」ことを目的とした、東海岸にも西海岸にも支部をもつ全国組織ピープルズ・ソングを創設した。1948年の大統領選挙に際して、ピープルズ・ソングはピート・シーガーの指揮の下、ルーズベルト政権で農務長官、副大統領、商務長官を歴任し、二大政党ではない進歩党から第三党の候補として立候補したヘンリー・A・ウォレスを支持して運動した。ウォレスは全国各地で大群衆を集めたものの、勝てたのはニューヨーク市においてだけであった。その上、その後の赤狩りの狂気の中で、（既にルーズベルトが故人となっていたため）ウォレスは選挙運動に共産主義者から支援を受けていたとして激しく非難され、シーガーや歌手のポール・ロブスンら支持者たちも非難の嵐に巻き込まれた。

### 共産党からの離党
1950年代になってスターリンの暴虐が次々と明らかになり、1956年革命（ハンガリー動乱）が起きると、ソ連の共産主義に対するシーガーの幻滅は大きくなっていった。やがて彼はアメリカ共産党を離党した。公共放送サービスの伝記番組の中で、シーガーは1949年以降アメリカ共産党から「漂流するように離れて行った」が、党に残った数人とは離党を巡って論争をしつつも友人であり続けた、と述べている。
シーガーは後に、次のように語っている。「私は無邪気に党員となり、党が平和のために闘えと言えば、平和のために闘い、党がヒトラーと闘えと言えば、ヒトラーと闘った。私は1949年に離党したが...もっと早い時期にそうすべきであったと思う。そうしなかったのは、愚かだった。父は1938年に、モスクワ裁判の証言資料を読み、それが強要された偽りの告白であることを悟って、党を離れた。この件を父と話したことはなかったが、いずれにせよ、私は何が起きているのかを充分綿密に検討していなかった。...私は、スターリンを、勇敢な書記スターリンとして捉えており、彼がいかに残虐な指導者であったのかなどとは考えもしなかった。」

### 公民権運動などへの関わり
1950年代以降、シーガーは一貫して公民権や労働基本権、人種的平等、国際理解、反軍主義（これらはいずれも、ウォレスの大統領選挙運動の特徴でもあった）を支持し続け、こうした目標の達成に向けて、歌によって人々を助けることができると信じ続けた。
シーガーは「ウィ・シャル・オーバーカム (We Shall Overcome)」を1960年代の公民権運動を象徴する歌にした立役者である。この歌はジョーン・バエズをはじめ他の多くのフォーク活動家も歌っているが、シーガーは、1960年に学生非暴力調整委員会 (SNCC、Student Nonviolent Coordinating Committee) の設立集会において、フォーク歌手で活動家でもあったガイ・キャラワン (Guy Carawan) がこの曲を紹介した直後から、積極的に取り上げて広めていった。

### 裁判沙汰
1955年8月18日、シーガーは議会下院の下院非米活動委員会 (HUAC、House Un-American Activities Committee) に召還され、証言を求められた。このときシーガーは、1950年に「ハリウッド・テン」と呼ばれた映画関係者たちが最高裁の有罪判決を受けて投獄されて以降、数多くの証人が誰一人としてしなかった挙に出た。アメリカ合衆国憲法修正第5条で保障された「自己に不利な証人となることを強制されない」ことを根拠にするのではなく、（「ハリウッド・テン」と同じように）修正第1条で保障された基本的人権を根拠に、個人や組織の名称を答えることを拒んだのである。

「私は、私が所属する組織について、私の思想や宗教的信条について、私の政治的信条について、過去の選挙における投票行動について、その他の私的な事柄について、いっさい答えるつもりはありません。こうした質問は、アメリカ人の誰に対してであれ不適切きわまりないものであり、特にこのように強制的な状態であればなおさらのことであると思います。」

この証言拒否によって、1957年3月26日には議会侮辱罪 (Contempt of Congress) での有罪判決が下り、その後の数年間、シーガーはニューヨーク州南部地域から離れるときには連邦政府にいちいち通告し続けなければならなかった。
シーガーは1961年3月には法廷侮辱罪の陪審裁判で有罪となり、懲役10年の刑を課せられたが、控訴審は1962年5月にシーガーへの原判決を覆した。
1960年、サンディエゴの教育委員会はある高校でのコンサートが予定されていたシーガーに対し、コンサートを共産主義的な話題を広めたり政府転覆を煽動する場としないことを求め、誓約書に署名しなければ演奏させないと告げた。シーガーは署名を拒否し、アメリカ自由人権協会は教育委員会に介入の差し止めを求め、コンサートは予定通りに行われた。2009年2月にサンディエゴ学校区は、その前身にあたる当時の組織の行為について、公式にシーガーへの謝罪を表明した。

### ベトナム戦争への反対
シーガーは長い間、軍備拡張競争とベトナム戦争に反対し続けてきたが、1966年のアルバム『Dangerous Songs!?』に収めたレン・チャンドラー (Len Chandler) 作の子どもの歌「Beans in My Ears」では、当時の米国大統領リンドン・ジョンソンを風刺によって攻撃した。チャンドラーの歌詞に加え、シーガーは「ジェイおばさんの小さな息子エイルビー」は「耳の中に熊がいる」などと歌っているが、これは、何を言われても耳に入らないことを意味している。ベトナム戦争の継続に反対していた者たちにとって、「エイルビー・ジェイ」という名は、ジョンソンの愛称だった「LBJ」に通じるものであり、彼の戦争政策に抗議する者たちに大統領が何の応答もしなかった理由を、皮肉たっぷりに説明するものであった。
シーガーは1967年以降、第二次世界大戦中にルイジアナ州で小隊を率いての訓練中に溺れ死んだ陸軍大尉 (歌詞の中では「大馬鹿野郎〈the big fool〉」と呼ばれている) のことを歌った「腰まで泥まみれ (Waist Deep in the Big Muddy)」でも注目されるようになった。この歌はCBSテレビの気楽な娯楽番組『Smothers Brothers』用に収録されたが、歌詞の最後で「新聞を読むたびに/昔の感覚がよみがえってくる/僕らは腰まで泥沼につかっているのに大馬鹿野郎は進めと言う」という部分が、ジョンソン大統領を「大馬鹿野郎」と見立て、ベトナム戦争を明白な危険だと述べているように解釈できるとして、当時のCBSの経営陣から横槍が入った。このため、1967年のこの番組では収録されたこの曲はカットされてしまったが、こうした経緯が知れ渡った後で翌1968年1月に収録された『Smothers Brothers』にシーガーは出演し、この歌を放送に乗せた。

### 環境問題

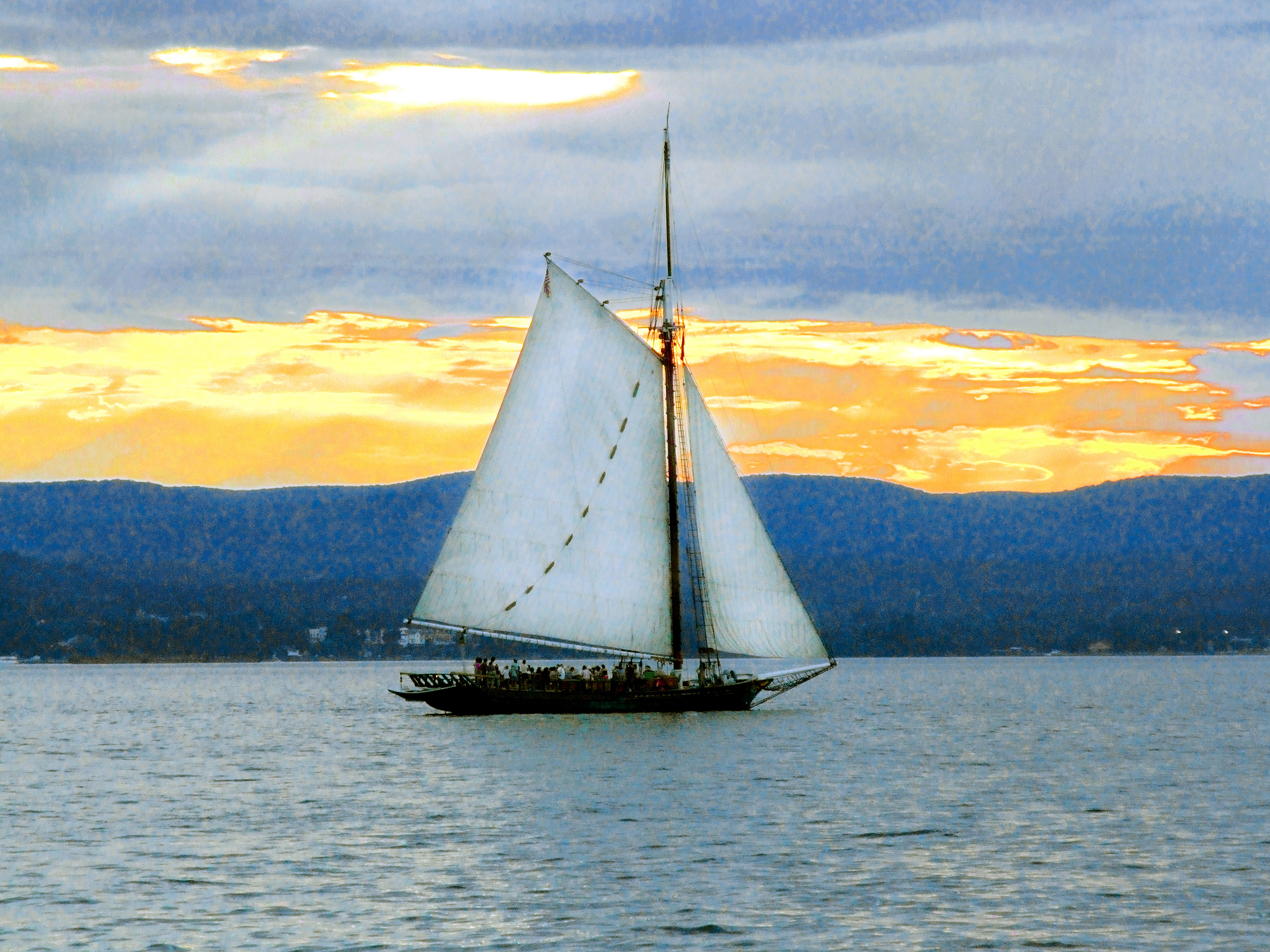
帆船（スループ）「クリアウォター」

シーガーは、1966年に環境保護団体“Hudson River Sloop Clearwater”の創設に参加して以来、この組織に長く関わっている。この組織は当時からハドソン川の水質汚染を取り上げて、その改善に取り組んできた。その取り組みの一環として、帆船（スループ）「クリアウォーター（Clearwater）」が1969年に建造され、処女航海ではメイン州からニューヨーク市のサウス・ストリート・シーポート博物館へと回航し、そこからハドソン川を遡上した。この処女航海の乗組員の一人だったドン・マクリーンは、トマス・B・アレンのスケッチを収録した「Songs and Sketches of the First Clearwater Crew」という本を仲間と編集したが、シーガーはこの本に序文を寄せている。シーガーとマクリーンは、1974年のアルバム『Clearwater』の「Shenandoah」で共演している。帆船「クリアウォーター」は、ボランティアやプロフェッショナルな船員が乗り込んで、ハドソン川を定期的に航行し、主に学校を対象とした環境教育プログラムを実施している。
「グレート・ハドソン・リバー・リバイバル」、通称「クリアウォーター」は、ハドソン川に面したクロトン・ポイント公園で毎年開催される2日間の音楽祭である。これはもともと、シーガーと仲間たちが「クリアウォーター」を建造するための資金を集めるために行ったコンサートがきっかけで始まったものである。
1969年にシーガーは、当時汚染されていたハドソン川のことを歌った「That Lonesome Valley」を作って演奏したが、彼のバンドのメンバーたちも「クリアウォーター」を記念する曲をいろいろ作り、演奏した。

### 晩年における批判と自己批判
1982年に、シーガーは、ポーランドの自主管理労組「連帯」の抵抗運動を支援する資金集めのコンサートに出演した。シーガーの伝記を書いたデヴィッド・ダナウェイによれば、これはシーガーが何十年間も密かに感じていたソビエト共産主義への個人的な嫌悪を、公の場で表明したものである。1980年代後半には、「暴力革命」にも賛成しないと表明するようになり、インタビューに応えて漸進主義の支持を表明し、「もっとも永続する革命は、一定以上の時間をかけて実現されるものだ」と述べた。 1997年の自伝『Where Have All the Flowers Gone』でシーガーは、「今となっては、スターリンの失策に目を向けず、スターリンが非常に残忍な誤った指導者であったことを理解しなかったことを、謝罪したいと思う」と記した上で、キリスト教徒は十字軍、宗教戦争、宗教裁判について、謝罪すべきであるし、「白人はアメリカ先住民から土地を奪ったこと、黒人を奴隷化したこと、日系アメリカ人を強制収容したことについても、謝罪することを考えるべきである。前を向こうではないか」と続けている。
晩年には、年齢のこともあり、シーガーが、いろいろな賞や顕彰を長年の政治的活動に対して受けるようになってきたが、同時に、1930年代や1940年代の彼の見解や活動が改めて攻撃されるようにもなった。2006年1月14日、VOA や NPRのコメンテーターで、リバタリアニズム系のシンクタンクケイトー研究所の代表でもあるデヴィッド・ボアズは、英国の新聞『ガーディアン』に、「スターリンの鳴鳥」と題した論説を寄稿し、シーガーを「長年の党の方針に忠実であり続けながら」、「結局は」米国共産党を離れた人物だとした上で、そんなシーガーを賛美する雑誌『ニューヨーカー』と、新聞『ニューヨーク・タイムズ』をこき下ろした。自説の根拠としてボアズは、アルマナック・シンガーズの1941年の作品「Songs for John Doe」を引き、これと、翌1942年に米国が第二次世界大戦に参戦した際に参戦を支持した「Dear Mr. President」からの引用とを並べてみせた。
2007年にシーガーは、かつてのバンジョーの教え子であり、元トロツキー主義者で今では保守系の雑誌『ナショナル・レビュー』(National Review) などに寄稿している歴史家ロナルド・ラドシュ Ron Radoshからの批判に応える形で、スターリンを断罪する「ビッグ・ジョー・ブルース」("Big Joe Blues") という歌を作り「彼は鉄の手で支配し/夢を終わらせた/../口を閉じていないと早死にするぞ/../仕事しろ、質問するな」などと歌っている。この歌は、ラドシュ宛の手紙に添えられたもので、手紙には「君は正しいと思う。（1965年に）ソ連に行った時に、グラグ（強制労働収容所）を見せてほしいと言うべきだった」と書かれていた。

## 家族と私生活
長兄のチャールズ・シーガー三世は電波天文学者、次兄のジョン・シーガーはマンハッタンのダルトンスクールで長年教鞭をとった。異母妹のペギー・シーガーも有名なフォーク歌手であり、英国のフォーク歌手イーワン・マッコールの未亡人である。異母弟のマイク・シーガーはニュー・ロスト・シティ・ランブラーズの結成メンバーであり、同じく結成メンバーの一人であるジョン・コーエンは異母妹ペニー・シーガーと結婚した。
ピート・シーガーは1943年にトシ・アーリン・オオタと結婚した（トシはドイツで日本人の父とアメリカ人の母の間に生まれ、生後間もなくアメリカに渡った日系アメリカ人で、2013年に91歳で亡くなった）。シーガーは自分のその後の人生が可能になったのは妻の助けがあったからだと述べている。夫妻の間には、3人の子ども、ダニエル、ミカ (Mika Seeger。写真家、映像作家として成功した)、ティニャがあり、孫には、タオ、キャシー、キタマ、マラヤ、ペニー、イザベルがいる。孫のタオ・ロドリゲス＝シーガーもフォーク歌手であり、ザ・ママルズで、ギター、バンジョー、ハーモニカなどを演奏し、歌っている。孫のキタマ・ジャクソンはドキュメンタリー映画作家で、公共放送サービスのドキュメンタリー番組の制作に携わっていた。
晩年はニューヨーク州フィッシュキル (Fishkill) のダッチェス・ジャンクションという集落に住んでいた。1949年に当地に土地を購入したシーガー夫妻は、最初はトレーラーに住み、その後自分たちで築いた丸太小屋に移り、さらに大きな家に移った。シーガーはユニテリアン・ユニヴァーサリズムを実践するニューヨーク教会に参加しており、ユニテリアン・ユニヴァーサリスト協会の集会などでたびたび演奏を披露している。

## 日本語訳
- ピート・シーガー『虹の民におくる歌』矢沢寛監訳、社会思想社、2000年

全訳詞、ディスコグラフィほか。日本語版オリジナル